# ディグニタス
ディグニタス（DIGNITAS）とは、安楽死による死ぬ権利を訴え、実際に医師と看護師により自殺を幇助するスイスの団体である。
医師が作成した診療録をスイスの裁判所が許可した場合に、対象者への自殺幇助を提供する。国外居住者を受け入れている自殺幇助団体のなかでは最も規模が大きい。
運営者は、元弁護士のルドウィッグ・ミネリ（Ludwig A. Minelli）という人物である。

## 概要
同団体の書類審査に通れば医師やカウンセラーと複数回以上の面談を行い決定する。
クールダウンの時間を十分に取るように面接の間隔があいている。スイスの法律に認められた書類に署名する。
致死薬投与の直前には最終の意思確認が行われ、考え直す時間が必要かどうか尋ねられ、最後まで自由意志で撤回も選択できるようにされている
。
用いられるもの
制吐剤 ネンブタール マグカップ 水 電子レンジ
濃縮果汁タイプのシロップ オレンジピールのチョコレート。
居心地の良い高級ホテルのような部屋で、リラックスできる環境と安心感を与える幇助者のもとで行われる。
致死量を超える粉末状のネンブタールを1杯の水に溶かし、レンジで加熱したものにオレンジ系の濃縮果汁シロップを加えて飲み易く味を整える。果汁の中でもオレンジ系がもっとも飲み易い。
加工したネンブタール液を服用する30分前に強力な制吐剤を服用させる。
制吐剤の座薬を併用するのも可である。
また、ネンブタールは苦味があって飲みにくいため、オレンジピールの入ったチョコレートを用意しておき、薬を飲んだ後素早く口の中に入れて齧る。
ネンブタール過剰摂取は、生体反応により嘔吐を起こすが、電子レンジで薬の濃度を濃縮し、加工することで、嘔吐や拒絶反応を起こすことなく、確実に中枢神経系を停止させることを可能にしている。
濃度や電子レンジの加工時間は企業秘密で、非公開とされている。
致死量を摂取したクライアントは、5分以内に次第に呼吸が浅くなり昏睡状態へと移行し、30分以内に呼吸が停止し死に至る。
ディグニタスで、ネンブタール濃縮を使用する以前にヘリウムガスを使用して失敗し安楽死とは呼べない事故を引き起こしている。

## 統計
ルドウィッグ・ミネリは840人の自殺を幇助し、内訳60%がドイツ人であったと2008年3月のインタビューで話した。2010年までには、幇助者数は1000人を超えた。
ほとんどの幇助希望者は死後に保険金が入るが必要な予定がなく、許可が降りた者の70%が幇助のために再来することはなかった。幇助を受けた人々の21%は、末期性または進行性の病気ではなく、生活への倦怠感からであった。

### 元職員の主張
ソラヤ・ヴェルンリ（看護師として2005年3月まで2年半の勤務）は、同団体を '利益目的で自殺幇助を流れ作業で行っている'として非難し、多くの富裕層や弱者、一部の末期症状でない患者が標準報酬以外にもミネリに"巨額"の謝礼を渡したと述べた。また、一部の患者が新しい機械を試した結果70時間苦しんで死亡したことが、退職のきっかけとなったと述べた。同団体はすべての疑惑を否定し、ヴェルンリが数年前退職したことを指摘した。ミネリは「私腹を肥やしていると検察が判断した場合、捜査が始まるはずだ。」と述べた。

### 地元スイスの人々や団体の反応
団体代表のルドウィッグ・ミネリは、地元スイスの人々と長期に渡り衝突が起きていると述べている。2007年9月には利用施設からの立退きを受け、その際には2人のドイツ人を安楽死させるのに車内を利用して行った。2007年10月にはスイス地方議会によって民家での施行が禁止された。

### 火葬骨壷がチューリッヒ湖で発見
2010年4月に、警察のダイバーがチューリッヒ湖で60以上の火葬用骨壷を発見した。壷には同団体で使用されたノルドハイム火葬場のロゴがあった。元従業員のソラヤ・ヴェルンリは、同団体が少なくとも300壷を湖に投棄したと18か月前にタイムズ紙に述べた。彼女は、ミネリが自ら投棄したと主張したが、後に彼の娘と従業員に依頼したことがわかった。2008年には同団体の2人の従業員が、湖に20人分の遺灰を投棄しようとしたところを逮捕されていた。

## 外部サイト
- 公式サイト（英語）